# 9229 Matsuda
9229 Matsuda (1996 DJ1) là một tiểu hành tinh vành đai chính được phát hiện ngày 20 tháng 2 năm 1996 bởi K. Endate và K. Watanabe ở Kitami.